# Patrik Ćavar
Patrik Ćavar (Metković, 24 marzo 1971) è un ex pallamanista croato, fino al 1991 jugoslavo.

## Palmarès

### Olimpiadi
- 1 medaglia:
  - 1 oro (Atlanta 1996)

### Mondiali
- 1 medaglia:
  - 1 argento (Islanda 1995)

### Europei
- 1 medaglia:
  - 1 bronzo (Portogallo 1994)

### Giochi del Mediterraneo
- 1 medaglia:
  - 1 oro (Languedoc-Roussillon 1993)

### Goodwill Games
- 1 medaglia:
  - 1 argento (Seattle 1990[1])